# Саїнтамарату-08
Грама Ніладхарі Саїнтамарату-08 (№ KP/50B) — Грама Ніладхарі підрозділу ОС Саїнтамарату, округ Ампара, Східна провінція, Шрі-Ланка.

## Демографія
| Населення (2007) | Населення (2007) | Населення (2007) | Населення (2007) | Населення (2007) |
| Населення        | Чоловіки         | Жінки            | Діти             | Дорослі          |
| ---------------- | ---------------- | ---------------- | ---------------- | ---------------- |
| 1112             | 558              | 554              | 407              | 705              |